# Vibyäng
Vibyäng är sedan 2015 en tätort i Kalmar socken i Håbo kommun, belägen omedelbart sydväst om Bålsta.

## Befolkningsutveckling
| Befolkningsutvecklingen i Vibyäng 2015–2020 | Befolkningsutvecklingen i Vibyäng 2015–2020 | Befolkningsutvecklingen i Vibyäng 2015–2020 | Befolkningsutvecklingen i Vibyäng 2015–2020 | Befolkningsutvecklingen i Vibyäng 2015–2020 |
| ------------------------------------------- | ------------------------------------------- | ------------------------------------------- | ------------------------------------------- | ------------------------------------------- |
|                                             |                                             |                                             |                                             |                                             |
| År                                          |                                             |                                             | Folkmängd                                   | Areal (ha)                                  |
| 2015                                        | 2015                                        |                                             | 311                                         | 18                                          |
| 2020                                        | 2020                                        |                                             | 484                                         | 20                                          |
| Anm.: ny tätort 2015.                       |                                             |                                             |                                             |                                             |